# Sultantepe
Sultantepe est un site archéologique de la Turquie antique, situé dans l'actuelle province de Şanlıurfa, près du site antique majeur de Harran. Ce site est généralement identifié à l'ancienne ville de Huzirina. Fouillé par une équipe britannique et turque dans les années 1950, y ont été mis au jour des niveaux archéologiques de la période de l'empire assyrien (VIIIe – VIIe siècles av. J.-C.). On y a notamment dégagé la « bibliothèque » d'un prêtre contenant divers textes rituels et scolaires, dont des œuvres littéraires comme l'Épopée de Gilgamesh ou Le Pauvre Hère de Nippur.

## Fouilles
La présence d'une occupation néo-assyrienne était aisément repérable sur le site au moment des fouilles, puisque des ruines affleuraient aux rebords du tell, notamment des colonnes de basalte qui faisaient partie de la porte monumentale d'un temple. Le site est fouillé par une équipe turque britannique dirigée par N. Gökçe et S. Lloyd, en 1951 et 1952. Les fouilles se limitent aux strates assyrienne directement accessibles, aucun bâtiment n'étant intégralement dégagé puisqu'il aurait fallu pour cela dégager les niveaux postérieurs, qui forment une couche de plus de 7 mètres au maximum sur le tell. Le temple repéré sur le site est probablement dédié au dieu-lune Sîn, divinité très populaire dans la région (son sanctuaire principal est à Harrân), car on y a retrouvé une stèle gravée d'un croissant de lune. Au nord-ouest du tell les fouilleurs ont dégagé une partie d'un grand bâtiment, qui a aussi livré quatre tablettes juridiques. Au nord-est du tell les archéologues ont dégagé une partie d'une maison privée organisée autour d'une cour centrale, comprenant plusieurs pièces, et à l'extérieur près de son entrée a été mis au jour un lot d'environ 400 tablettes qui constitue la principale trouvaille issue des fouilles du site. Ces tablettes ont sans doute été déplacées depuis l'intérieur de la maison au moment de la destruction de la ville, vers 610, quand l'empire assyrien est détruit par les Babyloniens et les Mèdes. Une réoccupation du site semble survenir directement après sa destruction, mais ensuite il n'y a plus de trace d'occupation jusqu'à l'époque hellénistique et romaine, quand la région fait partie du royaume d'Osroène,.

## La bibliothèque de Sultantepe
Le lot de 400 tablettes mis au jour appartenait à un certain Qurdi-Nergal, qui est manifestement le propriétaire et occupant de la maison au moment de la destruction du site. Il appartient à une famille de prêtres (šangû) au service du couple divin Zababa et Baba. Sa famille a manifestement constitué le fonds de tablettes depuis longtemps, puisque les plus anciennes semblent remonter à 718 av. J.-C. C'est un fonds de textes savants, qui peut donc être qualifié de bibliothèque, comprenant avant tout des textes caractéristiques du milieu des spécialistes religieux de l'époque (plutôt liés au métier d'exorciste), notamment des incantations, des prières, des hymnes, des remèdes médicaux, et des listes lexicales. On y trouve aussi des tablettes divinatoires, notamment astrologiques. Des textes épiques et sapientiaux ont également été retrouvés, en quantité plus limité, mais sont ceux qui ont le plus attiré l'attention au moment de leur découverte : l’Épopée de Gilgamesh et Enuma Elish, deux des principaux textes de la littérature épique et mythologique babylonienne, et des textes sapientiaux, Ludlul bel nemeqi et Le Pauvre Hère de Nippur, qui offre un aperçu rare de la littérature comique mésopotamienne. Parmi les autres trouvailles notables, une copie de la liste des éponymes assyriens.

## Huzirina
Le site de Sultantepe est généralement identifié comme étant l'ancienne cité de Huzirina, qui est assurément située dans la région de Harran. Les tablettes retrouvées sur place mentionnent son nom à plusieurs reprises et laissent assez peu de doutes sur cette identification. D'après les inscriptions royales assyriennes, Huzirina est prise par les troupes assyriennes en 899 av. J.-C. lors d'une campagne d'Adad-nerari II, puis son successeur Tukulti-Ninurta II y fait une halte en 885. Le roi suivant, Assurnasirpal II, y reçoit le tribut des pays voisins en 866 alors qu'il est à son tour en campagne dans la région. La ville participe à une révolte contre son successeur, Salmanazar III, à la fin de son règne dans les années 830-820, qui est réprimée au début du règne suivant, celui de Shamshi-Adad V. Huzirina a alors été intégrée dans le système provincial assyrien, dans la province dépendant du grand général (turtanu). On sait par les textes qu'on y trouve des temples dédiés à Ishtar, à Sîn, et au couple Zababa et Baba (le sanctuaire auquel est rattaché Qurdi-Nergal).